# 塚本健
塚本健（つかもと たけし、1931年8月1日-2023年11月24日 ）は、日本の経済学者、東京大学名誉教授。

## 略歴
東京生まれ。第一高等学校卒、1953年東京大学経済学部卒、1964年同大学院博士課程修了、「ナチス経済 成立の歴史と論理」で経済学博士。東大教養学部助教授、教授を務め、1991年定年退官、名誉教授、流通経済大学教授、経済学部長を務めた。2002年退職。鈴木鴻一郎、向坂逸郎に師事したマルクス経済学者である。

## 著書
- 『ナチス経済 成立の歴史と論理』東京大学出版会 1964
- 『世界経済史』日本経済新聞社 あの時この人　1973
- 『経済学原論』東京大学出版会 1980
- 『ファシズム』労働大学 労大新書　1986

### 共編著
- 『日本労働者運動史 1 日本マルクス主義運動の出発』川口武彦共編 河出書房新社 1975
- 『マルクス主義と平和運動』編著 十月社 1981
- 『小集団管理 批判とたたかい』編著 社会主義協会出版局 1984
- 『向坂逸郎と平和運動』編著 十月社 1985
- 『大系現代の世界と日本 現代世界の政治経済』編 えるむ書房 1991
- 『現状分析日本経済 平成不況と合理化』編著 えるむ書房 1994

### 翻訳
- カルロ・メッテリ『西ドイツ経済の光と影 エアハルトの実験と成果』向坂正男共訳 東洋経済新報社 1963